# Achille Loria
Pour les articles homonymes, voir Loria.
Achille Loria (2 mars 1857, Mantoue - 6 novembre 1943, Luserna San Giovanni) était un économiste, sociologue et universitaire italien.
Il fut professeur d'économie à l'université de Sienne, de Padoue, puis de Turin de 1903 à 1932. Nommé sénateur en 1919, il n'a pas adhéré au fascisme à son avènement en Italie en 1922, et en 1943, l'année de sa mort, il fut poursuivi parce qu'il était juif.

## Pensée économique
Il a essayé de d'interpréter une grande quantité de phénomènes historiques du point de vue économique. Son système est difficile à résumer à cause d'influences très opposées : David Ricardo, Karl Marx (qu'il appelle l'« Alighieri du socialisme) », école autrichienne, socialistes, évolutionnistes, etc. Il fut à un certain moment l'économiste le plus important de la péninsule. Il correspond avec Friedrich Engels, Gabriel Tarde, Herbert Spencer, Carl Menger, Charles Gide, Wilhelm Roscher, Werner Sombart, Edwin Seligman, Léon Walras. Ses œuvres sont traduites dans de nombreuses langues, dont le japonais.
Loria avait conçu l'idée originale que de la colle, répandue sur les ailes de l'aviation civile, serait capable d'attraper des oiseaux en une telle quantité qu'elle résoudrait le problème de la faim dans le monde.

## La «terre libre»
Dans sa Costituzione economica odierna (1900), il est un partisan de la « terre libre. » Il demande que la loi reconnaisse à chaque homme le droit à la terre :
- soit à l'unité foncière (c'est-à-dire à la quantité de terre nécessaire pour lui permettre de vivre par son travail et de s'établir comme producteur autonome), si la densité de population et la superficie du pays le permettent ;
- soit à une fraction seulement de cette unité, si la superficie est insuffisante.

En pratique, il préconise un salaire territorial. Le patron serait obligé de fournir à ses ouvriers « en plus du salaire nécessaire, une unité foncière au bout d'un nombre n d'années. Si, durant cette période n d'années, l'ouvrier avait été employé successivement par plusieurs capitalistes, chacun devrait en fournir une partie proportionnellement au temps pendant lequel il l'aurait employé. »
Par là, au bout d'un nombre n d'années, tous les travailleurs deviendraient successivement propriétaires. Il se retrouveraient dans le même état que pendant la période primitive, dans l'économie naturelle, et pourraient former entre eux et avec les anciens propriétaires l'association du capital et du travail sur pied d'égalité qui est, aux yeux de Loria, l'organisation la plus productive.

## Critiques
Friedrich Engels le traitera de charlatan dans sa préface au troisième livre du Capital. Joseph Schumpeter le considérera comme un homme de vaste doctrine, mais ignorant l'analyse économique. Antonio Gramsci critiquera sa bizarrerie, considérée comme un trait commun aux intellectuels italiens, et qu'il qualifiera de « lorianisme. »

## Liste des œuvres
- La rendita fondiaria et la sua elisione naturale, Milan, 1880.
- La legge di popolazione ed il sistema sociale, Sienne, 1882.
- Carlo Darwin e l'economia politica, Sienne, 1884.
- Analisi de la proprietà capilistica, Turin, 1889.
- Studii sul valore della moneta, 1891.
- La terra ed il sistema sociale, Padoue, 1892.
- La sociologia, il suo compito, le suo scuole, Vérone, 1901.
- Il capitalismo et la scienza, 1901.
- Marx et la sua dottrine, 1902.
- La sintesi economica, Turin, 1909.